# Alan Mannus
Alan Mannus (ur. 19 maja 1982 w Toronto) – północnoirlandzki piłkarz występujący na pozycji bramkarza w szkockim klubie St. Johnstone oraz w reprezentacji Irlandii Północnej. Wychowanek Linfield, w swojej karierze grał także w takich klubach, jak Larne, Carrick Rangers oraz Shamrock Rovers. Znalazł się w kadrze na Mistrzostwa Europy 2016.